# زیاد تلمسانی
زیاد تلمسانی (۱۰ مهٔ ۱۹۶۳) یک بازیکن فوتبال اهل تونس است. وی در تیم ملی فوتبال تونس بازی کرده است.